# BMW R37
La BMW R37 era una motocicletta da strada prodotta dalla casa tedesca BMW dal 1925 al 1926.

## Storia del progetto

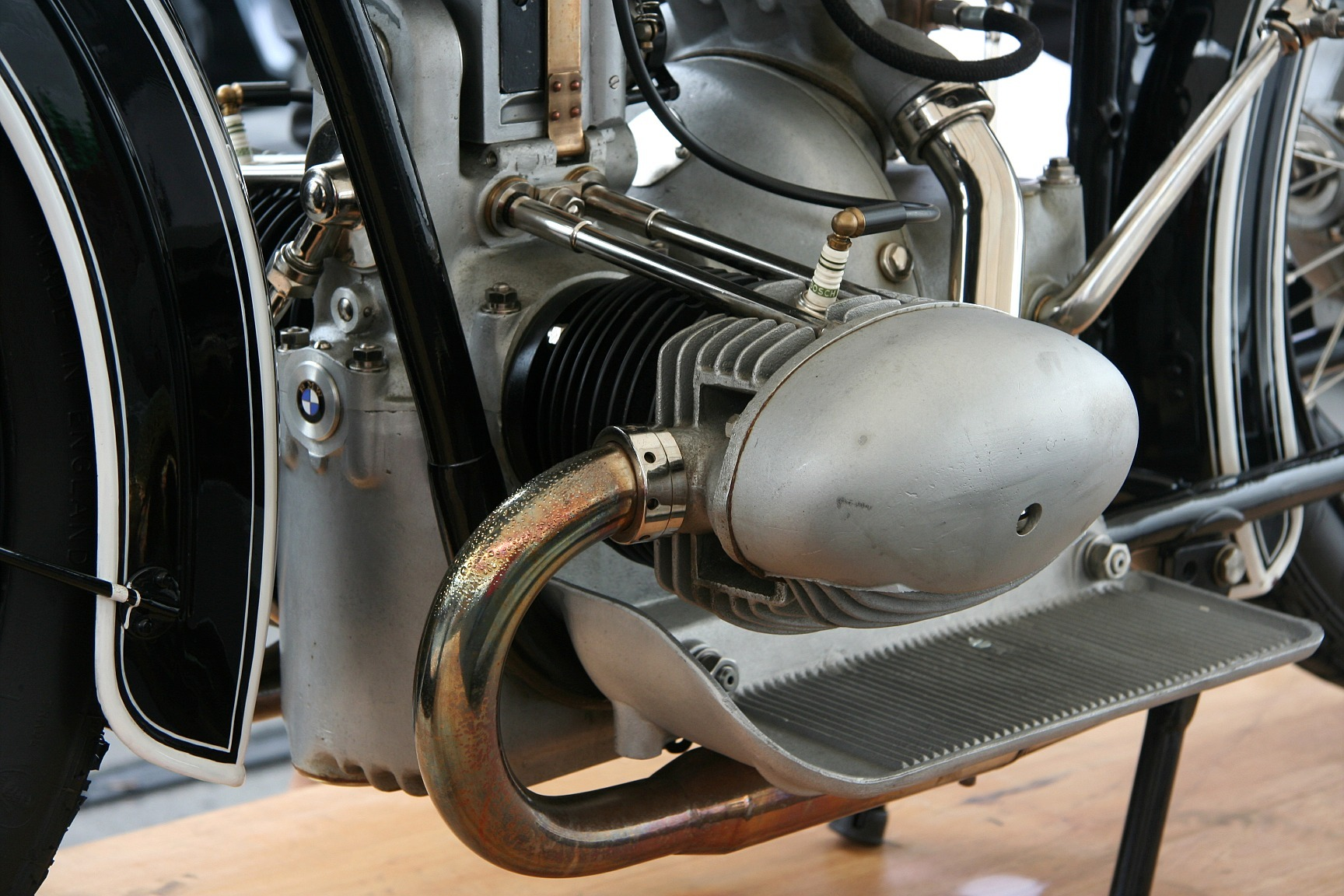
Il motore

Durante lo sviluppo della prima sua prima motocicletta, la R32, in BMW si iniziò un progetto parallelo per un modello sportivo più potente. Infatti, sebbene la R32, di impostazione turistica, aveva rapidamente guadagnato un'ottima reputazione sul lato qualitativo, per affermarsi a livello nazionale serviva anche una moto sportiva nella gamma.
Il giovane ingegnere Rudolf Schleicher, a cui fu affidato il progetto, ideò la combinazione cilindro in acciaio e testata in alluminio, poi impiegata su molti altri modelli della casa. Il primo prototipo, che vide la luce nel 1923, si differenziava dalla R32 per l'abbandono delle valvole laterali in favore delle valvole in testa e per la mancanza del freno anteriore.
La R37 fu presentata al grande pubblico il 10 dicembre 1924 a Berlino, 14 mesi dopo il lancio della sorella R32.

## Produzione e marketing
Il prezzo di listino era di 2.900 Reichsmark, 700 in più della R32. Luci, clacson, tachimetro e sedile del passeggero non erano compresi nel prezzo. La produzione terminò nel 1926, per un totale di soli 152 esemplari.
Fu sostituita dalla R47.

## Caratteristiche tecniche

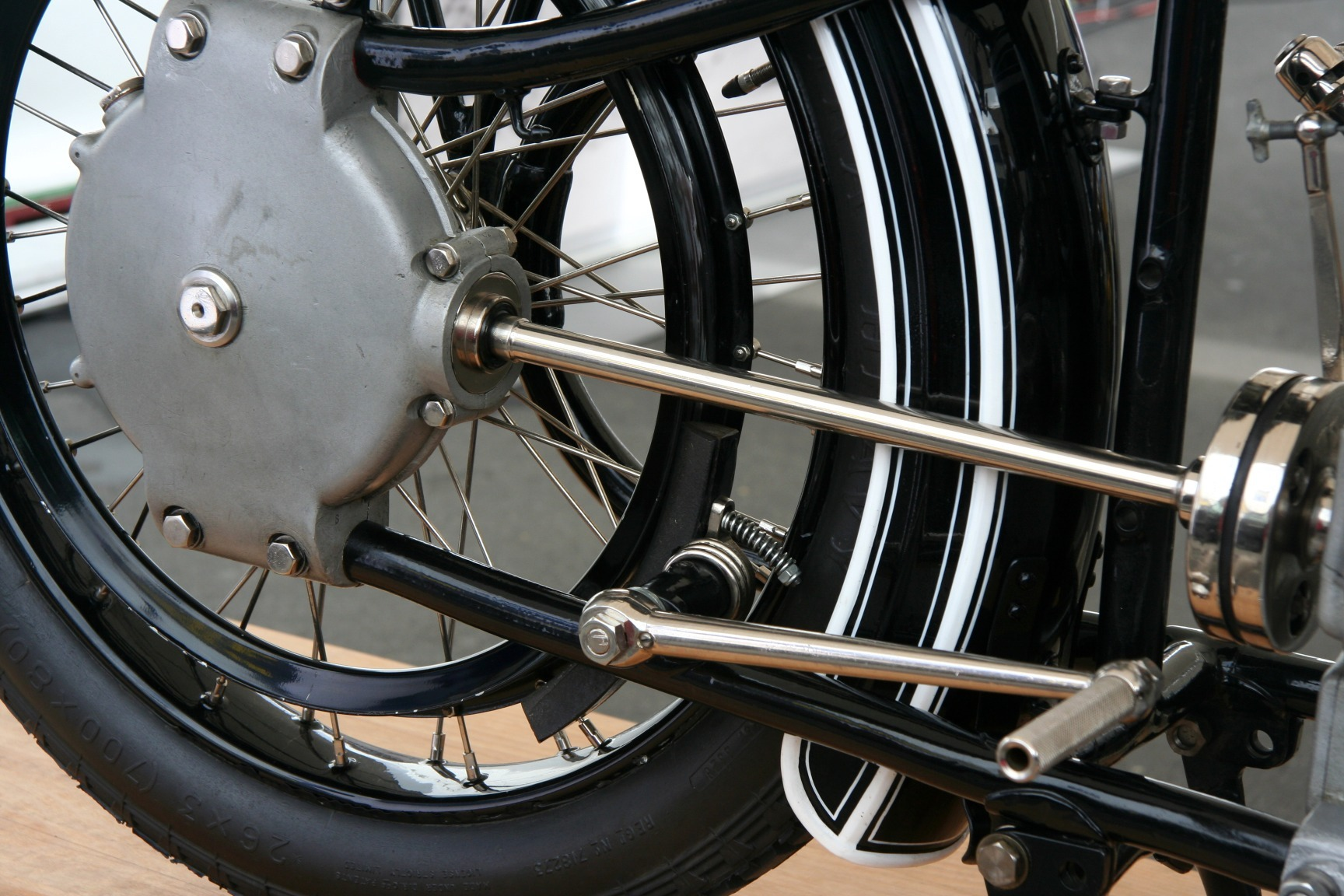
Il freno posteriore agiva, tramite ganasce, direttamente sul cardano

Il nuovo motore, denominato M2 B36, si differenziava per vari aspetti dal M2 B33 che equipaggiava la R32. Oltre alla distribuzione a valvole in testa, il carburatore BMW Spezial da 22 mm era stato sostituito da un BMW Spezial a tre valvole 26 mm, mentre il rapporto di compressione crebbe da 5,0:1 a 6,2:1.
Per migliorare il raffreddamento fu studiata una disposizione più efficiente delle alette.
La potenza erogata, quasi il doppio di quella della R32, era di 16 CV a 4.000 rpm, sufficienti a garantire una velocità massima di 115 km/h.
Nel corso della produzione l'impianto di scarico subì una certa evoluzione, in particolare furono allungati i collettori. La quantità e la composizione della miscela aria-benzina in entrata nel motore potevano essere variate con due levette poste sul lato destro del manubrio.
Come nella R32, il cambio era in blocco col motore e la trasmissione era a cardano.

## La R37 nelle competizioni
La R37 iniziò a competere, ottenendo anche i primi successi, già nel 1924. Il 2 febbraio fu proprio Rudolf Schleicher ad segnare il miglior tempo alla Mittenwalder Steig, ottenendo così la prima vittoria per una motocicletta BMW.
Nello stesso anno, con Franz Bieber vinse la Eifelrennen e la Ruselbergrennen. Il 18 maggio, alla Stuttgarter Solitude, corsa a Solitude, Rudi Reich, Bieber e Schleicher ottennero la vittorie in tre classi diverse.
Schleider partecipò anche alla Hindelang-Oberjoch e, con la R47 in versione motocarrozzetta, alla Ettaler Bergrennen. Sempre Schleicher vinse una medaglia d'oro alla Sei Giorni Internazionale di Enduro del 1926, si trattava del primo successo internazionale per la BMW.